# Арабутан
Арабутан (порт. Arabutã)  —  муниципалитет в Бразилии, входит в штат Санта-Катарина. Составная часть мезорегиона Запад штата Санта-Катарина. Входит в экономико-статистический  микрорегион Конкордия. Население составляет 4223 человека на 2006 год. Занимает площадь 132,232 км². Плотность населения — 31,9 чел./км².

## Статистика
- Валовой внутренний продукт на 2003 составляет 61.014.167,00 реалов (данные: Бразильский институт географии и статистики).
- Валовой внутренний продукт на душу населения на 2003 составляет 14.547,97 реалов (данные: Бразильский институт географии и статистики).
- Индекс развития человеческого потенциала на 2000 составляет 0,812 (данные: Программа развития ООН).